# カーネーション (バンド)
カーネーション（英語: CARNATION）は、直枝政広を中心とする日本のロックバンド。1981年に「耳鼻咽喉科」として結成され、1983年に現名義に変更。

## 来歴
- 1980年、東京造形大学にて美大生バンド「ほのぼのレイプス[2]」を結成。
- 1981年、上記のバンドを母体として直枝政太郎（現・直枝政広）が中心となり、「耳鼻咽喉科」が結成される。
- 1983年12月、バンド名を「カーネーション」に改名。音楽性がポップ寄りになったことと、耳鼻咽喉科という名前ではチケットが売れないという理由から。名前の由来は耳鼻咽喉科の曲「花の運河で溺れたい」のサビ[3]。
- 1984年、ケラが興味を持ち、ナゴムレコードからファーストシングル（7インチシングルレコード盤）「夜の煙突」（耳鼻咽喉科時代の曲）をリリース。ナゴムの歴史の中でも下から二番目に売れなかったレコード。[4]
- 1986年、インディーズレーベルのSwitchから「DUCK BOAT」を発表。カーネーションがA面、直枝と鈴木博文のユニット「政風会」がB面のスプリット・アルバムであった。当時はレコード盤で発売され、後にCDで再発される。
- 1988年、初フルアルバム「Young Wise Men」をメトロトロンからリリース。
- 1988年、徳間ジャパンからメジャーデビュー。
- 1989年、森高千里のアルバム「非実力派宣言」にバックバンドなどで参加、PVにも出演し話題となる。中でも「夜の煙突」のカバーは評判となり、以後長きにわたって森高のコンサートでの人気曲となった。
- 1994年、コロムビアレコードに移籍、アルバム「EDO RIVER」がFM局などで評判となり、翌年のシングル「It's a Beautiful Day」がヒットする。
- 1997年11月18日、初の渋谷公会堂コンサートを成功させた。
- 2002年、棚谷祐一と鳥羽修が脱退。
- 2003年、所属事務所をソニー・ミュージックアーティスツ、レコード会社をcutting edge（エイベックス）に移籍。アルバムをコピーコントロールCDで出すことで揉めた時期である[5]。
- 2005年、「ハリケーン・レコーズ」を立ち上げる。
- 2008年9月、新たに「カーネーション オフィス」を設立。
- 2009年1月、矢部浩志が脱退。これを受けてサポートメンバーにタマコウォルズの中原由貴（Dr）が参加。
- 2012年、サポートメンバーに、キンモクセイの張替智広（Dr）が参加。
- 2013年12月18日、結成30周年を記念し、スカートの澤部渡とカメラ＝万年筆の佐藤優介が発起人となり、カーネーション・トリビュート・アルバム「なんできみはぼくよりぼくのことくわしいの?」が発売される。参加ミュージシャンは森高千里、岡村靖幸、曽我部恵一など。
- 2016年、レコード会社を日本クラウンに移籍。
- 2018年6月30日、結成35周年記念コンサート「SUNSET MONSTERS」を日比谷野外大音楽堂において開催、ゆかりのミュージシャンが多数ゲスト参加した。

## 音楽性
初期の頃はポップに成りきらない音楽性から「和製XTC」、あるいは「ムーンライダーズの弟バンド」などと呼ばれることもあったが、5人組の黄金時代とも言えるコロンビア移籍後にキャッチーな曲を収録した『EDO RIVER』を発表すると、ラジオでオンエアされることも増え、シングル「It's a Beautiful Day」がスマッシュヒットする。その後もアルバムを発表するごとに音楽性を変化させ続けている。
2002年以降、メンバーが3人（現在は2人）になってからは、より骨太でロック色の強いバンドサウンド、人生を鋭く綴った歌詞、「大人のロックバンド」とは言わせないといわんばかりのタフなステージアクトで、幅広い層のファンから熱い支持を受けている。

## メンバー

### 現在のメンバー
直枝政広（なおえ まさひろ、1959年8月26日 - ）
東京都出身：リーダー、ヴォーカル、ギター、作詞作曲。東京造形大学卒。
1999年に直枝 政太郎（なおえ まさたろう）から本名に改名。
大田譲（おおた ゆずる、1960年1月20日 - ）
鳥取県生まれ：ベース、ボーカル。京都産業大学卒。
青山陽一や西村哲也らとGRANDFATHERSで活動。解散後の1992年に加入。愛称はユルズ。
大学時代の同期に三原重夫（ローザ・ルクセンブルグ、ザ・スターリン、メトロファルス）、先輩に玉城宏志（ローザ・ルクセンブルグ、マチルダロドリゲス）がいる。
坂本サトルや坂本真綾の楽曲に参加している。

### 脱退したメンバー
矢部浩志（やべ ひろし、1963年12月21日 - ）
石川県生まれ：ドラム、パーカッション、作曲。
「ベスト・クラシックス」を経て、1985年加入。広末涼子、石井竜也、キリンジなど数多くのアーティストのレコーディングやコンサートに参加。一方でメロディーメーカーとしてもセンスを発揮、在籍時は直枝に次ぐ数のレパートリーを生み出した。
2008年9月から椎間板ヘルニアの治療に専念するため活動休養していたが、2009年1月末をもって脱退。本人曰く、脱退は肩書き上の変化に過ぎず、作曲活動に専念して支え合っていくという。その後もバンドとの関係は続き、ライヴでも時折共演した他、2017年の『Suburban Baroque』ではドラマーとして大半の楽曲に参加した。
脱退後は2007年に始動させたソロプロジェクト「MUSEMENT」を本格化、並行して様々なレコーディングにも参加しつつ、2013年7月に鈴木慶一が率いるロックバンド｢Controversial Spark｣に参加。趣味は映画鑑賞で、サイモン&ガーファンクルのファン。
2020年5月13日、急性骨髄性白血病および肺炎の治療で入院したが、同年11月に退院した。
棚谷祐一（たなや ゆういち、1962年1月6日 - ）
茨城県生まれ：キーボード、ボーカル、作曲。武蔵野音楽大学出身。
1983年、関島岳郎（栗コーダーカルテット）や北田かおる（cornets、現妻）と共に結成した「ドレミ合唱団」で活動後、1987年加入、2002年脱退。
スピッツ、空気公団、セロファン、ゲントウキ、伊藤サチコ、坂本サトルなどのプロデューサー・アレンジャーとしても有名。
脱退後はユニット「Dressed Animals」「Three Blind Moses」「i-Co-i」「Life Goes On」等で活動。専門学校東京ミュージック&メディアアーツ尚美制作表現コース講師を経て、十文字学園女子大学社会情報デザイン学科教授。映画「トテチータ・チキチータ」の音楽監督を務める。ビアテイスターの資格を持つ。
鳥羽修（とば おさむ、1965年7月1日 - ）
東京都生まれ：ギター、作曲。
ユニット「モスキート」で活動していたが、鈴木博文の紹介で1991年加入、2002年脱退。
現在はタマコウォルズ、ガッタントンリズムのギタリストとして活動する傍ら、綿内克幸、青山陽一、GRANDFATHERSなどの作品でエンジニアを務める。カーネーションのアルバム「WILD FANTASY」も手掛けた。2012年には、カーネーション｢天国と地獄｣発売20周年記念ライブにゲスト参加している。
馬田裕次（まだ ゆうじ、1961年2月26日 - ）
福岡県出身：ベース、ボーカル、作詞作曲。多摩美術大学卒。1983年加入、1991年脱退。
耳鼻咽喉科時代からのメンバー。初期のいくつかの楽曲で作詞や作曲を担当している。
現在はNPO法人日本吃音協会公認吃音カウンセラーなどの資格を持ち、吃音に悩む人のためのクリニックを主宰している。
坂東次郎（ばんどう じろう、1960年 - ）
北海道出身）：ギター、ボーカル。多摩美術大学卒。1984年加入、1990年脱退。
現在はバンドウジロウ名義でタイポグラフィ作家、グラフィックデザイナー、音楽家。ユニット「bandit」や「Pit Bit」などで活動。
THE BOOMのツアーなどに参加。
徳永雅之（とくなが まさゆき、1960年 - ）
長崎県出身）：ドラム。東京藝術大学卒、同大学大学院修了。1985年脱退。
耳鼻咽喉科時代からのメンバー。現在は画家。「ムサシノep」のジャケットを手がけている。大学時代に所属していた軽音部にテルミン奏者の溝口竜也がいる。
小汲哲郎（おぐみ てつろう）
サックス。1980年代に脱退。
耳鼻咽喉科時代からのメンバー。サックスを持っているという理由で加入。初期の楽曲や岡田徹の『海辺の名人』に参加し、脱退後も音楽業界で活動。
谷野晃一（たにの こういち）
キーボード。耳鼻咽喉科がカーネーションに改名した後に加入、『DUCK BOAT』製作前の1980年代に脱退。

## 作品

### シングル
1. 夜の煙突/カメラマンのヘリコプター/COW（1984年9月、インディーズ盤）

1. It's a Beautiful Day /PARTY（1995年8月15日）
2. 世界の果てまでつれてってよ /摩天楼に雪が降る(新宿西口下水道MIX)（1996年1月20日）
3. グレイト・ノスタルジア /DRIVE（1996年4月20日）
4. Garden City Life /1/2のミッドサマー（1996年7月20日）
5. Superman /ニュー・サイクリング・ブギ/やめておくれ(car over the lake dub)（1996年10月10日）
6. No Goodbye /I WANT YOU（1997年2月21日）
7. New Morning /アポロ(Salvage Mix)（1997年9月20日）
8. 愛する言葉 -Summer Children- /恋の不思議惑星（1998年7月1日）
9. たのんだぜベイビー /Strange Days（1999年1月30日）
10. REAL MAN /YOUNG WISE MEN (Tokyo Twilight Shuffle Version)/ぬけがらとかげろう（1999年9月1日）
11. 恋するためにぼくは生まれてきたんだ /春よ来い（2000年1月21日）
12. ANGEL /El Soldado（フリーダム! フリーダム! フリーダム!）/夜の煙突 (20th ANNIVERSARY PARTY VERSION)/シケイロスのように (RECORDING LIVE at DOORS)（2004年5月13日）
13. スペードのエース /十字路/ROSE GARDEN/MY LITTLE WORLD (Live)/BLACK COFFEE CRAZY (Live)/LOW PRESSURE（2004年8月11日）
14. 獣たち（2005年7月6日、3枚同時リリース）
15. ルネッサンス（2005年7月6日）
16. LADY LEMONADE（2005年7月6日）
17. WILD FANTASY /REAL MAN (Live)（2007年4月、アナログ盤）
18. ジェイソン /Flange/恋するふたり（2009年4月15日）
19. アダムスキー/メテオ定食（2015年12月16日、アナログ盤、2曲＋下北沢GARDEN公演（2014年12月26日）のライヴ音源を追加したダウンロードコード付）

### ミニアルバム
1. ムサシノep （1998年3月21日、12cm+8cmの2枚組シングル）
  - 「One day/ムサシノ・ブルース/サンセット・サンセット」、「Hello, Hello/My Little World/アイ・アム・サル」(Live盤)
2. VENTURE BUSINESS Vol.01（2002年10月16日）
  - 「愚か者、走る (Rainy Day Demo)/ハイウェイ・バス (Home Demo)/LEMON CREME (Live)/VENTURE BUSINESS SYMPHONY #1」
3. VENTURE BUSINESS Vol.02 （2002年12月10日）
  - 「あらくれ/ぼうふら漂流族 (Rainy Day Demo)/ダイナマイト・ボイン (Live)/VENTURE BUSINESS SYMPHONY # "VENTURE CHRISTMAS TIME"」
4. VENTURE BUSINESS Vol.03 （2003年3月11日）
  - 「OOH ! BABY/放課後の屋上で (Rainy Day Demo)/VENTURE BUSINESS SYMPHONY #3 "VENTURE MASSAGE 4 U"/OOH！ BABY (INSTRUMENTAL)」
5. UTOPIA（2011年11月16日）
  - 「UTOPIA/Electric Company/もうあきてしまった/Turn/女川 (INSTRUMENTAL)/未来の恋人たち (2011 Enoshima Session)/Edo River (2011 Enoshima Session)」

### アルバム
1. DUCK BOAT （1986年2月21日、1989年10月2日と1995年3月1日再発、「カーネーション+政風会」名義）

1. Young Wise Men （1988年3月25日、1995年10月10日と1997年7月10日再発）
2. GONG SHOW （1988年8月25日、1994年12月15日と1998年11月21日再発）
3. エレキング （1991年5月25日、1998年11月21日再発 デモ音源収録）
4. 天国と地獄 （1992年8月25日、1998年11月21日再発 デモ音源Disc付、2012年5月9日 LIVE DVD付）
5. EDO RIVER （1994年8月21日、2009年11月25日再発 Bonus Disc付）
6. a Beautiful Day （1995年8月19日、2009年11月25日再発 Bonus Disc付）
7. GIRL FRIEND ARMY （1996年8月21日、2009年11月25日再発 Bonus Disc付）
8. booby （1997年9月20日、2009年12月9日再発 Bonus Disc付）
9. Parakeet & Ghost （1999年2月10日、2009年12月9日再発 Bonus Disc付）
10. LOVE SCULPTURE （2000年2月19日、2009年12月9日再発 Bonus Disc付）
  - LOVE SCULPTURE II （2000年4月21日、アナログ盤）
11. LIVING/LOVING （2003年8月27日、2014年6月18日再発 Bonus Disc付）
  - LOVERS' FAVOURITES （2004年9月、アナログ盤）
12. SUPER ZOO ! （2004年11月25日、初回盤のみDVD付、2014年6月18日再発 Bonus Disc付）
13. WILD FANTASY （2006年7月26日）
14. Velvet Velvet （2009年11月25日、初回盤のみDVD付）
15. SWEET ROMANCE （2012年9月19日、初回盤のみインストCD付）
16. Multimodal Sentiment （2016年7月13日、インストCD付）
17. Suburban Baroque （2017年9月13日、インストCD付）
18. Turntable Overture （2021年11月17日、インストCD付、初回盤のみDVD付）
19. Carousel Circle （2023年11月29日、インストCD付、初回盤のみBlu-ray付）

### ベスト
- Mellow My Mind （1998年7月29日）
- SPY FOR THE BAND (SINGLES+more) （2000年9月21日、シングル中心のベスト）
- CARNATION IS THE GREAT R&R BAND ! 〜C-SIDE OF CARNATION〜 （2004年8月25日）
- THE VERY BEST OF CARNATION “LONG TIME TRAVELLER” （2018年6月20日、オールタイムベスト）

### ライブ
- WACKY PACKAGES （1994年11月21日、2009年12月9日再発 ボーナスディスク付き）
- 505 〜Five Oh ! Five〜 （2002年4月10日、スタジオライブアルバム）
- RUNNIN' WILD LIVE （2005年9月21日）
- CARNATION WILD FANTASY TOUR 2006 （2006年11月29日、Listen Japanでの配信のみ）
- The Sounds of ROCK LOVE （2007年10月3日、映画「ROCK LOVE」サウンドトラック）
- Carnation Billboard Live 2015 (LIVE DIRECT)"a Beautiful Day" 20th Anniversary Live （2015年8月22日、2015年8月1日にBillboard Live TOKYOにて行われた、『a Beautiful Day』の再現ライブを収録）

### BOXセット
- EARLY YEARS BOX （2013年4月17日、最新リマスタリングを施した「DUCK BOAT」「YOUNG WISE MEN」「GONG SHOW」に未発表音源集「EARLY YEARS」を加えた4枚組）

### 映像作品
- 17才（森高千里のバックバンドとして出演、1989年、VHS）
- ナゴムレコードの黄金時代（「オレンジ・ボーイ」、「花園にすわる気持ち」収録、1992年、VHS）
- the booby show（1998年2月28日、VHS）
- For Beautiful Columbia Years 1994-2000 the booby show and clips（2004年8月25日、上記VHSと同内容のDVDとPV集の2枚組）
- Hurricane Festival "LIVE & DOCUMENT"（2005年12月23日、DVD）
- ROCK LOVE（2005年3月5日、映画、DVD）

### 関連作品
- 鈴木博文 「Wan-Gan King」（演奏、1987年10月5日）
- THE SUZUKI 「meets GREAT SKIFFLE AUTREY」（演奏、1994年4月1日）
- 加藤いづみ「Sad Beauty」（演奏、作詞作曲、1997年10月17日）
- トッドは真実のスーパースター（トッド・ラングレン・トリビュートアルバム、「a dream goes on forever」のカバーで参加、1997年）
- ブレッド&バター 「BB★C」（演奏、作詞、アレンジなどで参加、1998年）
- man-hole オリジナルサウンドトラック（メンバーが演奏、2001年4月9日）
- Smells Like Teenage Symphony（コンピレーションアルバム、5人メンバーでの最後の曲「長い休日」収録、2002年3月27日）
- キリンジ 「YOU AND ME」（メンバーが参加、2004年）
- 安藤裕子 「水色の調べ」（メンバーが参加、2004年）
- 浅田信一 「モアベター・スマイル」（M2・6 演奏、アレンジ、ツインボーカルで参加、2005年）
- 鈴木祥子 「鈴木祥子」（M6-8 演奏、2006年1月25日）
- GO-GO KING RECORDERS ORIGINAL RECORDINGS vol.1（「ハリケーン」のロングバージョン収録、2006年3月22日）* ナゴム ポップスコレクション（「夜の煙突」、「カメラマンのヘリコプター」、「COW」のシングルヴァージョン収録、2006年3月23日）
- ロック画報 第24号（未発表音源収録CD付録、2006年6月26日）
- 耳鼻咽喉科 「偉大（はずかしく）なる2年 Anthology 1981-1983」 （CD2枚組+DVD1枚、WEBとライブ会場のみ特典CD付き、2009年11月25日）
- カーネーション・トリビュート・アルバム「なんできみはぼくよりぼくのことくわしいの？」（メンバー、元メンバーも演奏・プロデュース等で参加、2013年）

### 未発表曲
- レインボウ (2000年中頃の作品)
- 骸骨と貨物列車 (2000年代にソロライブで演奏)
- 花の精 (2014年のツアー"SOMETHING NEW"にて二度演奏)

### 書籍
- カーネーションの偉大なる40年 40years of THE GREAT NOSTALGIA（2024年2月4日、シンコーミュージック・エンタテイメント）

### その他
- がんばれナイジェル c/w 私はナオエ（レーベル、番号なし、カセット、1987年）
- MADNESS YEARS vol.1（MADNESS MDC-002、カセット、1993年）※直枝ソロや耳鼻咽喉科を含む初期デモ集
- DES 120 JOURNESS SODOME/ERCURE（MADNESS MDC-003、カセット、1993年）※「天国と地獄」のデモ音源集。同アルバムのリイシュー版に再収録
- SKYSCRAPER（コロムビア、TJDL-91211、アナログ12インチ、1996年）
- 3PIECES OF CARNATION（cutting edge、CTSS-00325、カセット、2003年）
- LIVING/LOVING DEMO #001（cutting edge、CTSS-00362、カセット、2003年）
- SUPER ZOO DEMO（CAR、CAR-02、カセット、2004年）
- 12/12（CAR、CAR-02、CD-R、2004年）※2004年12月12日の九段会館公演の一部入場者特典CD-R
- ハリケーン設立記念おまけCD（レーベル、番号なし、2006年）

## タイアップ一覧
| 使用年 | 曲名                               | タイアップ                                                       |
| ------ | ---------------------------------- | ---------------------------------------------------------------- |
| 1994年 | ダイナマイト・ボイン               | テレビ東京『TXときめき情報』エンディングテーマ                   |
| 1995年 | It's a Beautiful Day               | 日本テレビ系『ザ・サンデー』エンディングテーマ                   |
| 1996年 | 世界の果てまでつれてってよ         | テレビ朝日系『桃かん』エンディングテーマ                         |
| 1996年 | Superman                           | テレビ神奈川『ミュージックトマトJAPAN』オープニングテーマ        |
| 1997年 | No Goodbye                         | 日本テレビ系『NNNきょうの出来事』エンディングテーマ              |
| 1997年 | New Morning                        | 日本テレビ系『サクセス』エンディングテーマ                       |
| 1998年 | 愛する言葉-Summer Children-        | 日本テレビ系『モグモグGOMBO』エンディングテーマ                  |
| 1998年 | 恋の不思議惑星                     | NHK-FM『ミュージック・スクエア』1998年6・7月度オープニングテーマ |
| 1999年 | たのんだぜベイビー                 | 日本テレビ系『ロンブー龍』エンディングテーマ                     |
| 1999年 | Strange Days                       | NHK-BS2『新・真夜中の王国』月曜エンディングテーマ                |
| 2000年 | 恋するためにぼくは生まれてきたんだ | 福岡放送・日本テレビ系『所的蛇足講座』エンディングテーマ         |
| 2000年 | 恋するためにぼくは生まれてきたんだ | 日本テレビ系『SPORTS MAX』エンディングテーマ                     |
| 2001年 | Garden City Life                   | 映画『man-hole』主題歌                                           |
| 2003年 | LOVERS & SISTERS                   | KDDI「au 着うた」ラジオCMソング                                  |
| 2004年 | ANGEL                              | TBS系『ランク王国』2004年4・5月度エンディングテーマ              |
| 2004年 | ANGEL                              | ヒューマンアカデミー / ヒューマンリソシア TV-CMソング            |
| 2007年 | 恋するふたり                       | ヤクルト「ヤクルトビューティエンス」TV-CMソング                  |
| 2009年 | Velvet Velvet                      | 朝日放送『ミューパラ特区』オープニングテーマ                     |
| 2009年 | Velvet Velvet                      | 朝日放送『ホップ!ステップ!シャンプー!』エンディングテーマ        |

### ヘビーローテーション/パワープレイ

#### テレビ
| 放送年 | 曲名          | ヘビーローテーション/パワープレイ    |
| ------ | ------------- | ------------------------------------ |
| 2009年 | Velvet Velvet | 朝日放送『MUSIC FILE』番組リコメンド |

#### ラジオ
| 放送年 | 曲名                 | ラジオヘビーローテーション/パワープレイ |
| ------ | -------------------- | --------------------------------------- |
| 1994年 | EDO RIVER            | NORTH WAVE 1994年9月度POWER PLAY        |
| 1995年 | It's a Beautiful Day | FM-NIIGATA 1995年8月度パワープレイ      |

## その他
- いわゆる「ミュージシャンズ・ミュージシャン」としての側面も大きく、ファンやCDを聴いていることを公言しているミュージシャン、芸能人、文化人が多い。例として、上田ケンジ（元the pillows）、岡村靖幸、岸田繁（くるり）、キンモクセイ、桜井秀俊（真心ブラザーズ）、椎名林檎、曽我部恵一、堂島孝平、豊田道倫、三輪テツヤ（スピッツ）、山下達郎、犬上すくね、江口寿史、大橋ツヨシ、大橋裕之、久保ミツロウ、鈴井貴之、橋本みつる、本秀康、ニコ・ニコルソン、立川志らべ、こがけんなどがいる。
- 島倉千代子は、自身の持ち歌である「愛のさざなみ」をカーネーションがカバーしたことをテレビや新聞等で語っているほか、1998年9月20日のカーネーションのライブ（渋谷クラブクアトロ）にゲスト出演し、同曲を披露している。